# Bernhard von Hadmersleben

Siegel Bischof Bernhards von Halberstadt

Bernhard von Hadmersleben, häufig auch Bernhard von Halberstadt genannt, († 3. Februar 968) war von 923 bis 968 Bischof in Halberstadt. 

## Leben
Bernhard von Hadmersleben stammte aus dem Adelsgeschlecht derer von Hadmersleben. Vor seiner Berufung zum Bischof war er Kaplan seines Vorgängers Sigimund von Halberstadt. König Heinrich I. ernannte ihn, mit Zustimmung des Halberstädter Domkapitels, zum Bischof. 
Bernhards Verhältnis zu Kaiser Otto I. war wegen des Kaisers Vorhaben der Errichtung eines Erzbistums in Magdeburg stark angespannt. Bischof Bernhard, der eine Minderung des Gewichts seiner Kirche in der ostfränkischen Königslandschaft hätte hinnehmen müssen, verweigerte hartnäckig die kirchenrechtliche Zustimmung dazu. 
Nach der Halberstädter Bistumschronik habe Otto Bernhard wegen seines Protestes in Quedlinburg gefangengesetzt. Am Gründonnerstag soll Bischof Bernhard nach dem Kaiser und den Bischöfen gerufen haben. Diese seien in der Erwartung zu ihm geeilt, er wolle nun einlenken. Doch habe Bernhard den Kaiser gebannt. Daraufhin befreite Otto den Bischof aus seiner Gefangenschaft und ließ ihn nach Halberstadt frei. Als der Bischof dem Kaiser und den übrigen Bischöfen jeglichen Empfang und Ehre verweigerte, sei Otto durch göttliche Eingebung als Büßer barfuß in Halberstadt eingezogen. Der Kaiser soll dann das Versprechen abgegeben haben, zu Lebzeiten des Bischofs nicht mehr zu seinen Gründungsplänen zurückzukehren. Demnach hielt der Kaiser sein Versprechen soweit, dass er die Gründung des Erzbistums im März 968 erst nach dem Tod des Bischofs vollzog, wenngleich er bereits im Vorjahr die päpstliche Zustimmung eingeholt hatte.
In Bernhards Amtszeit fiel die Gründung mehrerer Klöster. So stiftete er 961 das Kloster Hadmersleben in seinem Heimatort und stattete es mit vom Vater ererbten Besitz aus. Hadmersleben war ein Kloster der Benediktinerinnen, das direkt dem Bistum untergeordnet war, und die Ernennung der Äbtissin war von der Zustimmung des Bischofs abhängig. In Halberstadt ließ er das sogenannte Pfortenkloster errichten. Als der Dom 965 einstürzte, befahl Bernhard sogleich den Bau einer neuen Kirche.